# Бюргер, Рудольф
Рудольф Бюргер (нем. Rudolf Bürger; 31 октября 1908, Тимишоара — 20 января 1980, там же) — румынский футболист немецкого происхождения, который выступал в 1920-х и 1930-х годах.
Один из нескольких футболистов, участвовавших во всех трёх довоенных чемпионатах мира по футболу. Бюргер играл за футбольный клуб «Рипенсия», первый профессиональный клуб Румынии, получивший известность после 1932 года под руководством Рудольфа Ветзера. В составе сборной Румынии сыграл 34 матча.